# Stephen McGill
Stephen McGill PSS (* 4. Januar 1912 in Glasgow; † 9. November 2005 Glasgow) war ein britischer Geistlicher. Von 1960 bis 1968 war er römisch-katholischer Bischof von Argyll and the Isles, anschließend bis 1988 Bischof von Paisley.

## Leben
Stephen McGill wurde 1912 in Glasgow als Sohn von Peter McGill und Charlotte Connolly geboren. Er besuchte das St. Aloysius College in Glasgow und später das St. Mary’s College in Blairs. 
Seit Oktober 1931 besuchte McGill das Priesterseminar Le Grand Seminaire in Coutances in der Normandie. Am 29. Juni 1936 empfing er in der St. Andrew’s Cathedral, Glasgow von Bischof Henry Grey Graham die Priesterweihe.
Im Oktober desselben Jahres kehrte McGill nach Frankreich zurück und trat sein Noviziat bei den Sulpizianer in Issy-les-Moulineaux an. Juli 1937 wurde in ihren Orden aufgenommen. Ab Oktober 1937 besuchte er die Theologische Fakultät des Institut Catholique in Paris. Sein Licentiate of Sacred Theology erhielt McGill 1939.
Da Sulpizianer verpflichtet sind, in Seminaren und der Ausbildung von Priestern tätig zu werden, wurde McGill Oktober 1939 in die Dozentenschaft des Le Grand Seminaire in Bordeaux, aufgenommen. Januar 1940 wurde er in das Le Grand Seminaire in Aix-en-Provence versetzt. Aufgrund des Zweiten Weltkrieges und der Besetzung Frankreichs musste McGill im Juni desselben Jahres über Marseille in das Vereinigte Königreich fliehen.
Nach seiner Ankunft in Glasgow wurde er in die Dozentenschaft des Blairs College aufgenommen. Nachdem Bischof Kenneth Grant am 7. September 1959 im Alter von 59 Jahren gestorben und der Bischofssitz auf diese Weise vakant geworden war, wurde McGill am 4. April 1960 von Papst Johannes XXIII. zum neuen Bischof von Argyll and the Isles ernannt. Am 22. Juni 1960 empfing er durch Erzbischof Gerald Patrick O’Hara die Bischofsweihe.
Er war von 1962 bis 1965 Teilnehmer am Zweiten Vatikanischen Konzil. Während seiner Zeit als Bischof von Argyll and The Isles widmete er sich auch der gaelischen Sprache und Kultur. So übersetzte er liturgische Texte ins Gälische.
Am 25. Juli 1968 wurde er in das Bistum Paisley versetzt, wo er bis zu seinem Rücktritt am 30. März 1988 Bischof war.
McGill starb im Alter von 93 Jahren friedlich im Schlaf in den frühen Morgenstunden des 9. Novembers 2005. Seine Beisetzung fand am 12. November in der St. Mirin’s Cathedral statt.